# Bahnstrecke Počkaj–Baňa Lucia
| Kursbuchstrecke: | 41r (1969)           |                        |                        |
| Streckenlänge: | 2,96 km              |                        |                        |
| Spurweite: | 1435 mm (Normalspur) |                        |                        |
| |                      |                        |                        |
| \| \| \| von Moldava nad Bodvou \| \| \| \| 0,00 \| Počkaj \| Počkaj \| \| \| \| nach Medzev \| \| \| \| 2,96 \| Baňa Lucia \| Baňa Lucia \| |                      |                        |                        |
| Strecke |                      | von Moldava nad Bodvou | von Moldava nad Bodvou |
| Bahnhof | 0,00                 | Počkaj                 | Počkaj                 |
| Abzweig ehemals geradeaus und nach links |                      | nach Medzev            | nach Medzev            |
| Kopfbahnhof Streckenende (Strecke außer Betrieb)                                                                                             | 2,96                 | Baňa Lucia             | Baňa Lucia             |

Die Bahnstrecke Počkaj–Baňa Lucia war eine regionale Eisenbahnverbindung in der Slowakei. Sie zweigte in Počkaj von der Bahnstrecke Moldava nad Bodvou–Medzev ab und führte im Borzov-Tal nach Baňa Lucia, einem Ortsteil der Gemeinde Vyšný Medzev (Obermetzenseifen). Sie diente insbesondere der Anbindung des dortigen Eisenerzbergwerkes. Die Strecke wurde 1973 infolge dessen Schließung stillgelegt.

## Geschichte
Die Strecke wurde vom Ungarischen Handelsministerium am 26. August 1893 als Teil der Kassa-Tornai helyi érdekú vasut (Lokalbahn Kaschau–Torna; slowakisch: Miestna železnica Košice–Turňa) konzessioniert. Am 1. August 1894 wurde sie zusammen mit der Bahnstrecke Moldava nad Bodvou–Medzev eröffnet. Die Strecke diente zunächst nur dem Güterverkehr. Das Erz verlud man in Baňa Lucia direkt aus der Grubenbahn mit Schwerkraft über Rutschen in die normalspurigen Wagen. Über die Lokalbahn wurde das Erz dann zur Verhüttung nach Ózd versandt.
Ab 1901 gab es auch Reiseverkehr, in dem den Güterzügen ein Personenwagen 3. Klasse beigestellt wurde. Das Verkehrsaufkommen im Güterverkehr war allerdings in der Folgezeit so gering, dass die Züge oft nur aus dem schwach genutzten Personenwagen bestanden. 1909 stellte man den Reiseverkehr aus wirtschaftlichen Gründen wieder ein.
Nach dem Zerfall Österreich-Ungarns im Oktober 1918 und der Gründung des neuen Staates Tschechoslowakei übernahmen die neu gegründeten Tschechoslowakischen Staatsbahnen (ČSD) die Betriebsführung für Rechnung der Eigentümer. 

Baňa Lucia (1911)

Nach dem Zweiten Weltkrieg wurde die Lokalbahngesellschaft verstaatlicht und die Strecke wurde in das Netz der ČSD integriert. Die ČSD bedienten die Strecke ab 1946 wieder mit Reisezügen, indem einige Personenzüge der Relation Moldava nad Bodvou–Medzev den kurzen Abzweig nach Baňa Lucia im Wagenzugdurchlauf befuhren. Im Jahr 1950 gab es zwei Zugpaare von Moldava nad Bodvou über Baňa Lucia nach Medzev, 1959 vier und im Jahr 1969 drei. Die Fahrzeit für die drei Kilometer lange Strecke betrug 1969 acht Minuten. Genutzt wurden die Züge insbesondere im Schülerverkehr von und nach Medzev.
Nach der Schließung des Bergwerkes im Jahr 1969 wurde auch der Personenverkehr aufgegeben und die Strecke am 1. Juli 1973 offiziell stillgelegt. Die Gleisanlagen wurden Mitte der 1990er Jahre abgebrochen.